# Linienschiffskapitän

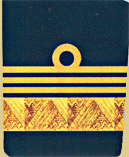
Insigne de Linienschiffskapitän

Linienschiffskapitän (littéralement : capitaine de navire de ligne, en français : capitaine de vaisseau) était un grade d’officier supérieur de la marine austro-hongroise. Son équivalent était Oberst dans l’armée de terre austro-hongroise et Kapitän zur See dans la marine impériale allemande. Cette désignation de grade a été parfois utilisée dans les États successeurs de l’Autriche-Hongrie, par exemple dans les marines de la Yougoslavie et de la Croatie.
Le titre s’explique par la division des navires de guerre en classes de taille, qui était courante jusqu’à une bonne partie du XIXe siècle, en commençant par les plus petits : la corvette, la frégate et le navire de ligne. Dans la marine autrichienne, cela a conduit à des grades correspondants : 
- Korvettenkapitän (équivalent de Major, grade identique à celui de la marine allemande) ;
- Fregattenkapitän (équivalent de Oberstleutnant, grade identique à celui de la marine allemande) ;
- et Linienschiffkapitän.

Depuis 1908, les grades des officiers subalternes de la marine en Autriche-Hongrie étaient également appelés comme suit : 
- Korvettenleutnant (équivalent de Leutnant zur See, grade d’officier de réserve depuis 1916 ;
- Fregattenleutnant (équivalent d'Oberleutnant zur See) ;
- et Kapitänsschiffsleutnant (équivalent de Hauptmann ou du Kapitänleutnant allemand).

Cet ordre de préséance a également été maintenu dans la marine militaire croate.
Un Linienschiffskapitän pouvait servir, par exemple, comme commandant d’un navire de guerre. Ainsi, le Linienschiffskapitän Kamillo Teuschl était en 1916 le capitaine du Viribus Unitis, un cuirassé de type Dreadnought de classe Tegetthoff. Il pouvait aussi exercer un commandement à terre. Ainsi, le futur amiral Maximilian Daublebsky von Sterneck fut promu Linienschiffskapitän après la Bataille de Lissa (20 juillet 1866) et devient commandant de tous les navires-écoles de la marine, puis commandant de la base navale de Pula en 1869